# 上岡観音

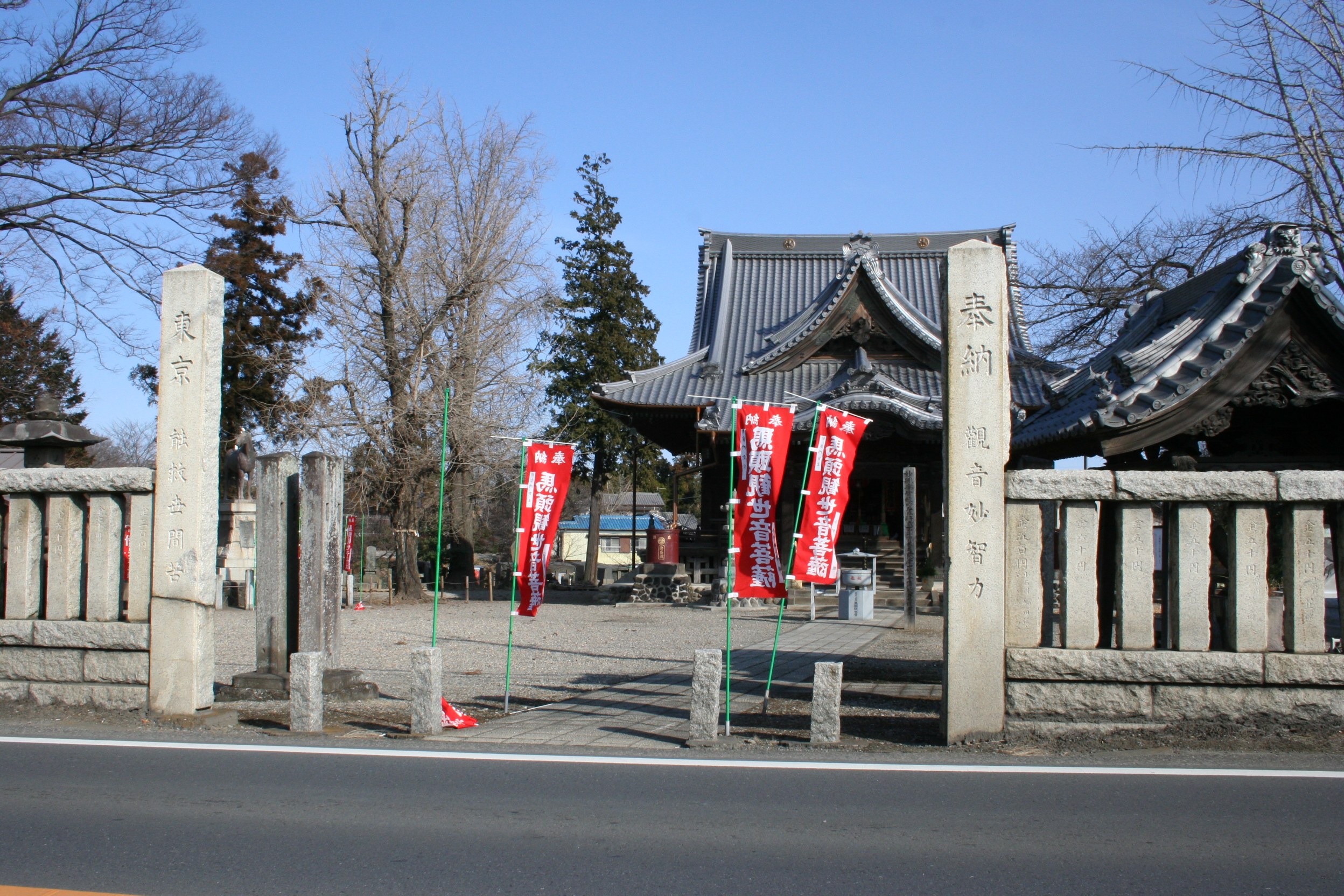
上岡観音

上岡観音（かみおかかんのん）は、埼玉県東松山市大字岡にある馬頭観音を祀る仏堂。同地内にある妙安寺が管理している。
毎年2月19日には、絵馬市が行われる。この絵馬市は、「東松山上岡観音の絵馬市の習俗」として国の選択無形民俗文化財となっている。
敷地内に馬頭牧場というミニ牧場がある。現在の建物は1914年の建築物。
2001年頃まで敷地内には水道が無く（絵馬市が行われるときにのみ手水舎に水が張られる）、トイレも汲み取り式であったが、馬頭牧場整備の際にトイレが水洗式に改築された。また、敷地内には大イチョウが複数生えている。

## 馬頭牧場
馬頭牧場にはかつてサラブレッド、ポニーなどの馬のほか、ヤギ、ウサギ、ニワトリ、ウコッケイといった家畜だけでなく、クジャク、キンシチョウ、セキセイインコなどもいた。
ポニーには無料で乗馬体験ができる。かつてはエサとしてニンジンなどが販売されていた。また、馬頭牧場の整備にあたり大イチョウの一部伐採、絵馬堂の取り壊しが行われた。